# Adolf Reitmaier
Adolf Reitmaier (* 12. Juni 1895 in Weyer; † 4. September 1963 in Wien) war ein österreichischer Politiker (SPÖ) und Parteisekretär. Reitmaier war von 1932 bis 1934 Abgeordneter zum Landtag von Niederösterreich.
Reitmaier besuchte nach der Volksschule eine Bürgerschule und absolvierte in der Folge eine Lehre als Zuckerbäcker. Er besuchte die Wiener Parteischule der Sozialdemokratischen Arbeiterpartei und war als Redakteur aktiv. Zwischen 1921 und 1925 war Reitmaier Personalvertreter im Heeresministerium, zwischen dem 21. Mai 1932 und dem 16. Februar 1934 vertrat er die SDAP im Niederösterreichischen Landtag. Reitmaier wurde 1934 verhaftet und verlor sein Landtagsmandat im Zuge des Verbots der SDAP. Nach dem Ende des Zweiten Weltkriegs war Reitmaier einige Jahre als Sekretär von Theodor Körner tätig, als dieser Bürgermeister von Wien war.